# Estreito de Magalhães

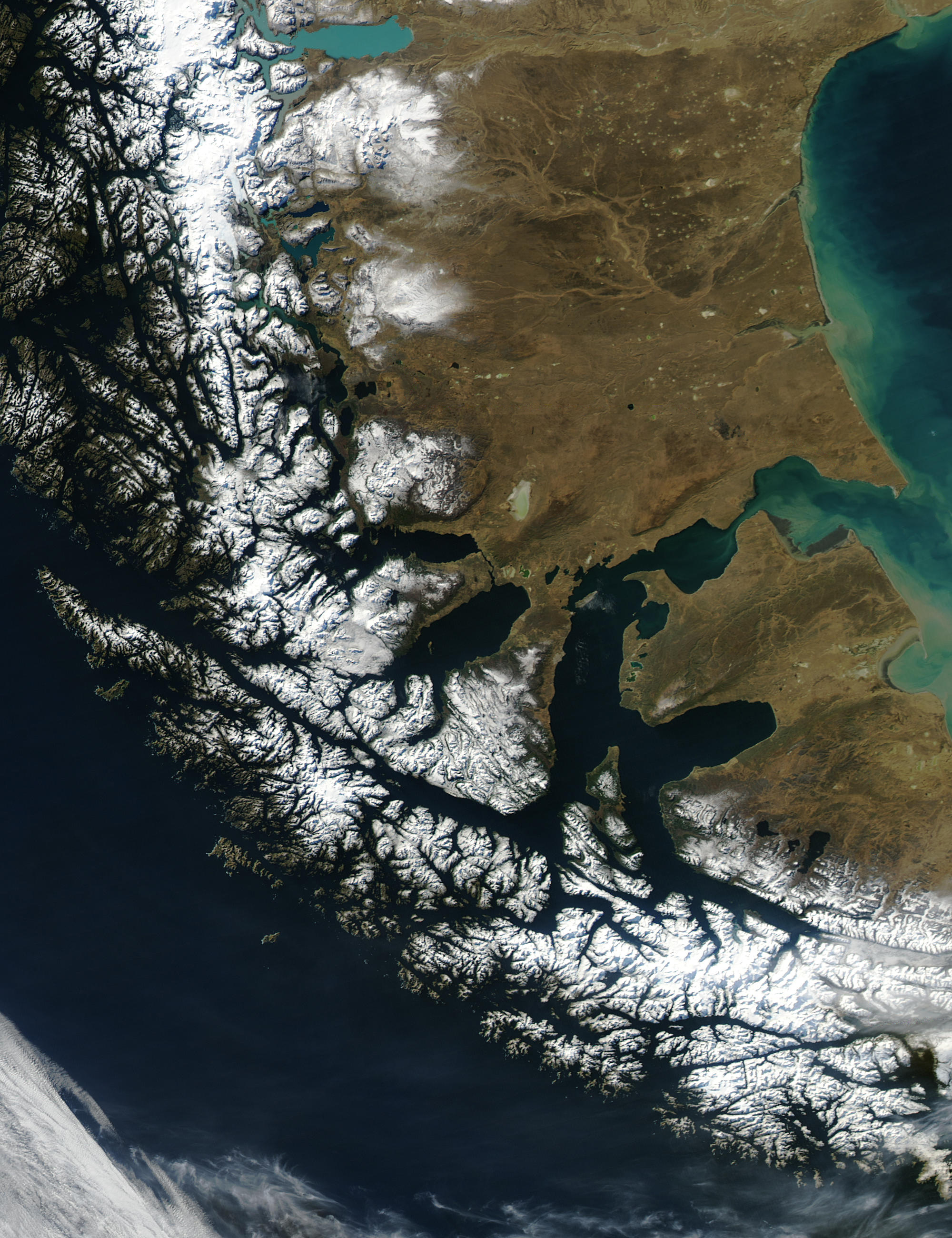
Imagem satélite do estreito de Magalhães, cortesia NASA, (c.1991)

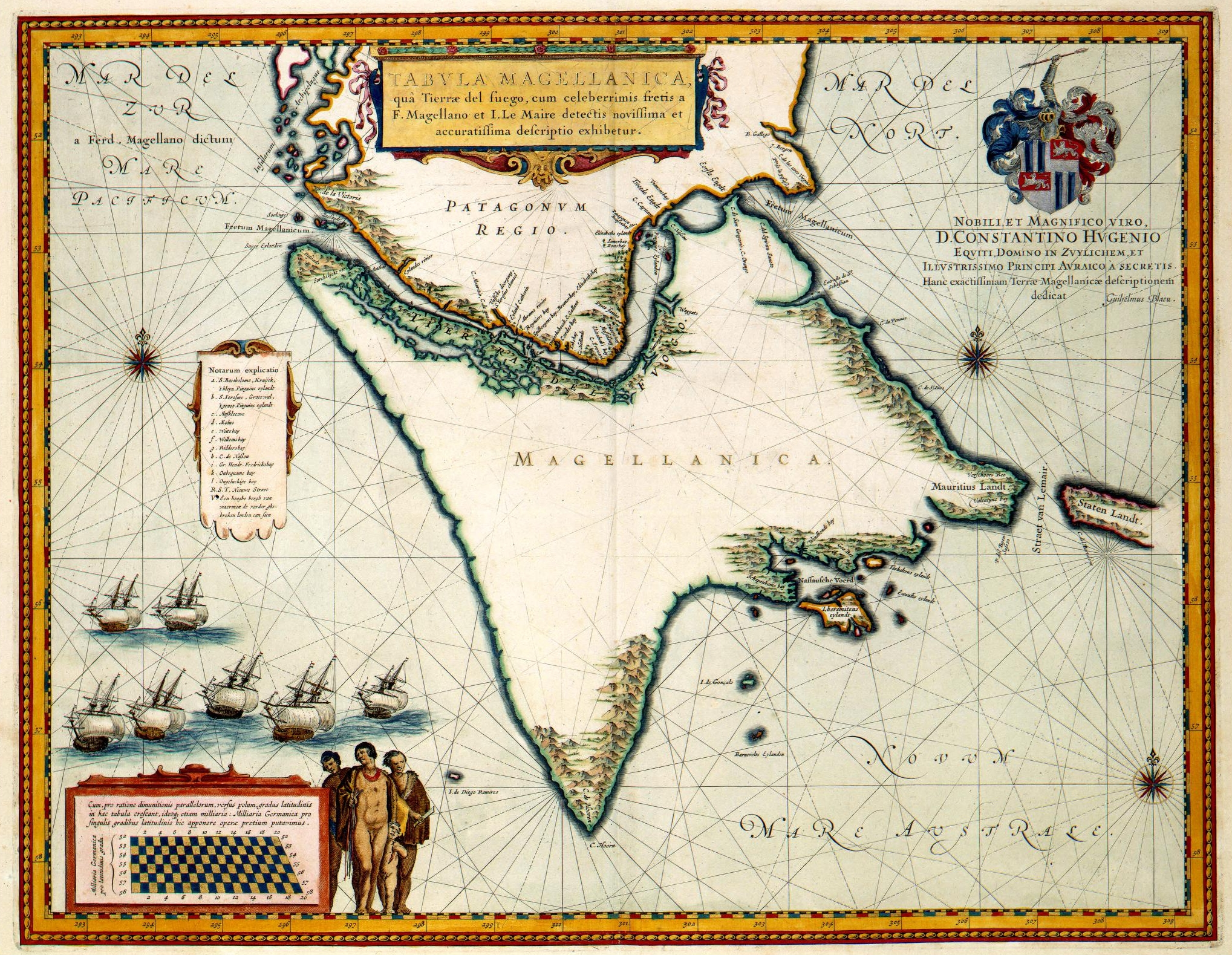
Tabula Magellanica (1635) — antigo mapa mostrando o estreito de Magalhães

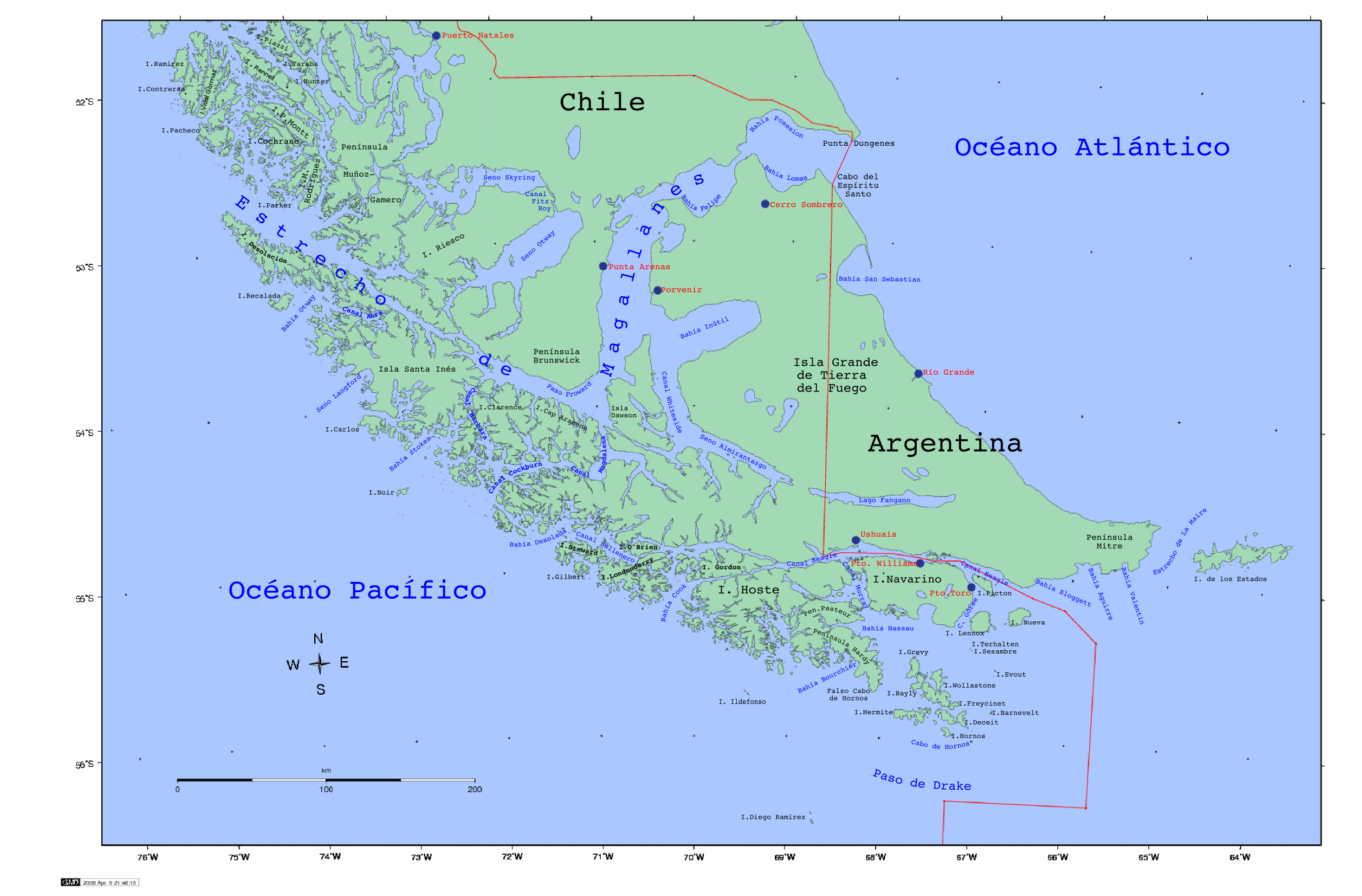
Mapa da região do estreito de Magalhães

O estreito de Magalhães (em castelhano: Estrecho de Magallanes) é uma passagem navegável de aproximadamente 600 km imediatamente ao sul da América do Sul continental. Situa-se entre o continente a norte e a Terra do Fogo e cabo Horn a sul. Este estreito é a maior e mais importante passagem natural entre os oceanos Atlântico e Pacífico.

## História

### Relato daCauda do Dragão
António Galvão em 1563 transcreve um relato em que dá conta do prévio conhecimento do Estreito de Magalhães, então conhecido como cauda do Dragão:
No ano de 1428 diz que foi o Infante D. Pedro a Inglaterra, França, Alemanha, à Casa Santa, e a outras daquela banda, tornou por Itália, esteve em Roma, e Veneza, trouxe de lá um Mapamunde que tinha todo o âmbito da terra, e o Estreito de Magalhães se chamava "Cauda do Dragão", o Cabo de Boa Esperança: "Fronteira de África", e que deste padrão se ajudara o Infante D. Henrique em seu descobrimento. Francisco de Sousa Tavares me disse que no ano de 1528 o Infante D. Fernando lhe mostrara um Mapa que se achara no Cartório de Alcobaça que havia mais de cento e vinte anos que era feito, o qual tinha toda a navegação da Índia, com o Cabo de Boa Esperança, como as de agora, se assim é isto, já em tempo passado era tanto como agora, ou mais, descoberto.
Ainda antes da viagem de Magalhães, João de Lisboa foi encarregue em 1511 da exploração da parte sul do continente americano, nomeadamente da entrada do Rio da Prata, e o acompanhou na viagem de circum-navegação de 1520.

### Fernão de Magalhães
O navegador português Fernão de Magalhães foi o primeiro europeu a navegar pelo estreito em 1520, durante sua viagem de circum-navegação. Como Magalhães entrou no estreito dia 1 de novembro, foi chamado inicialmente de estreito de Todos os Santos. O Estreito de Magalhães é citado no Os Lusíadas como "...estreito que mostrou o agravado lusitano".

### Outros exploradores e posse
O estreito foi atravessado, entre outros, pelo navegador espanhol Alonso de Camargo, e pelos ingleses Francis Drake e Charles Darwin. Os caçadores de ouro, durante a corrida do ouro na Califórnia, em 1849, também usaram essa rota.
O Chile tomou posse do estreito em 23 de março de 1843, e em 1881 o território perto disso foi dividido entre a Argentina (província da Terra do Fogo) e o Chile (província da Terra do Fogo) permanecendo do estreito no Chile, em troca de livre trânsito e da proibição de instalações militares nas suas costas.

## Navegação
O estreito ainda é conhecido pela dificuldade de navegação, devido ao clima hostil e à sua pequena largura. Mesmo assim, antes da criação do Canal do Panamá, o estreito de Magalhães era a principal passagem utilizada para atravessar do Atlântico ao Pacífico, evitando assim o tempestuoso Cabo Horn, no sentido leste, pelo sul da África; e a Passagem de Drake, ao extremo sul do continente sulamericano, considerado um dos trechos de navegação mais difíceis do mundo — ambos influenciados pela zona dos Ventos de Oeste (westerlies).

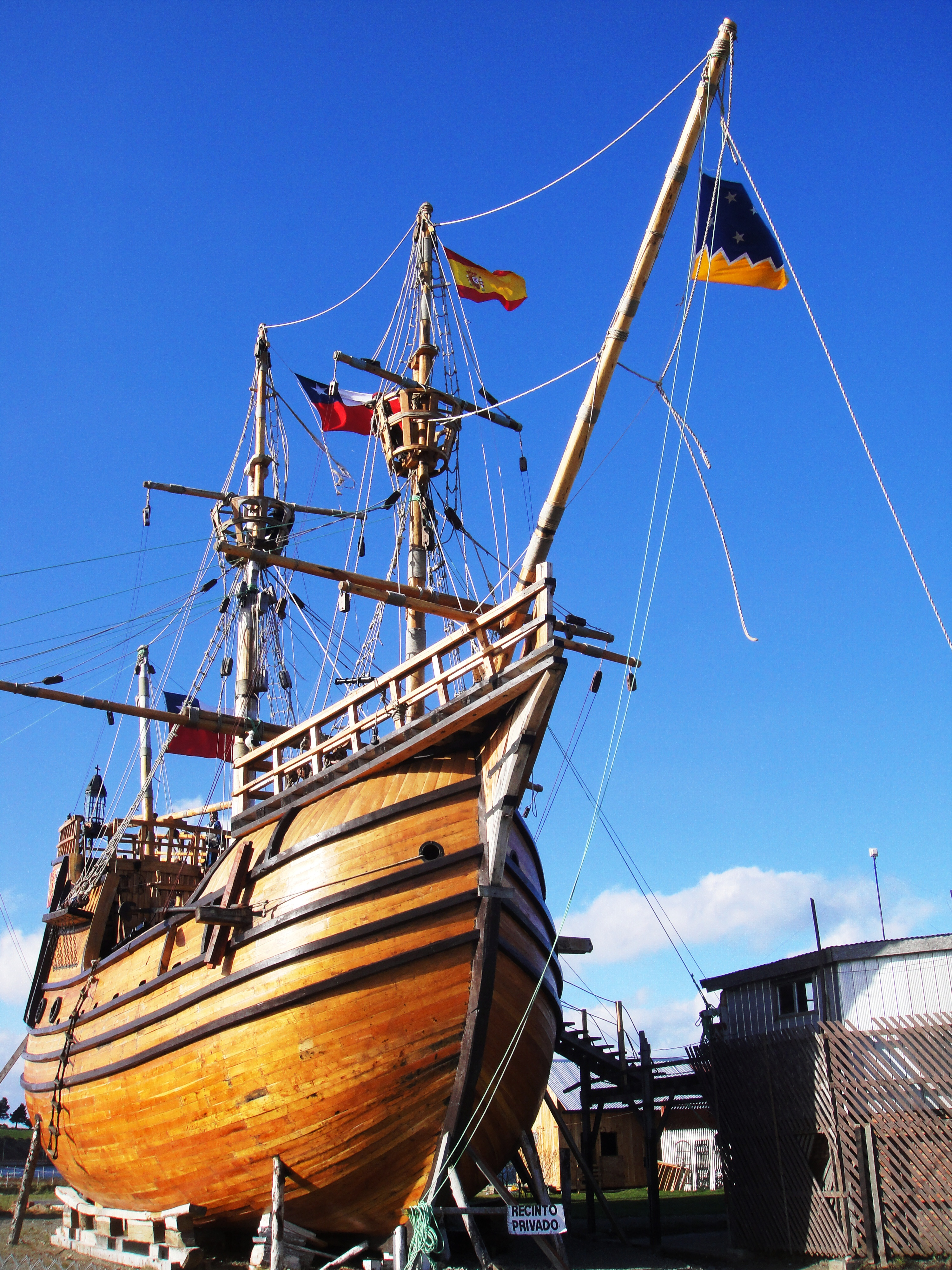
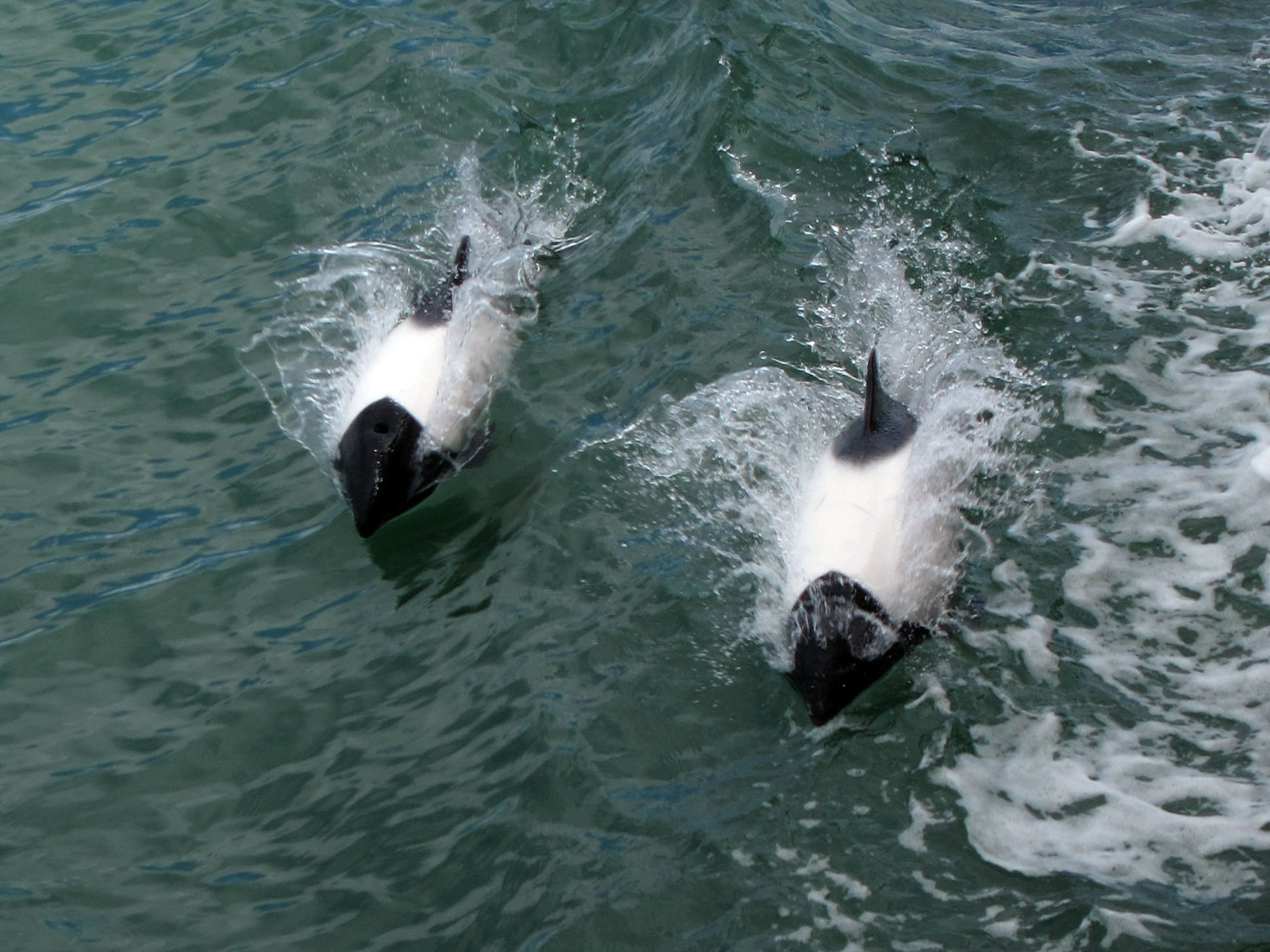
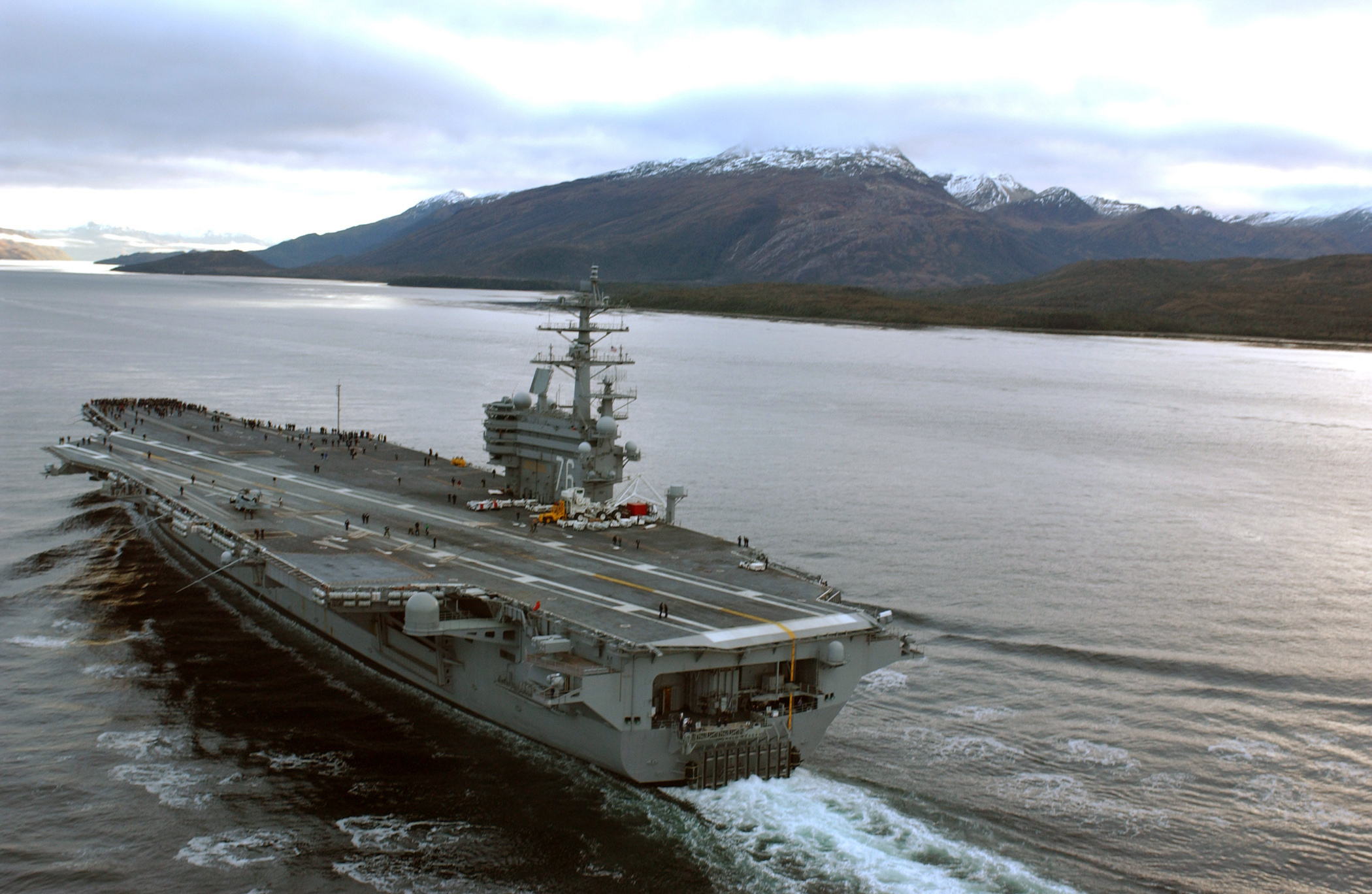
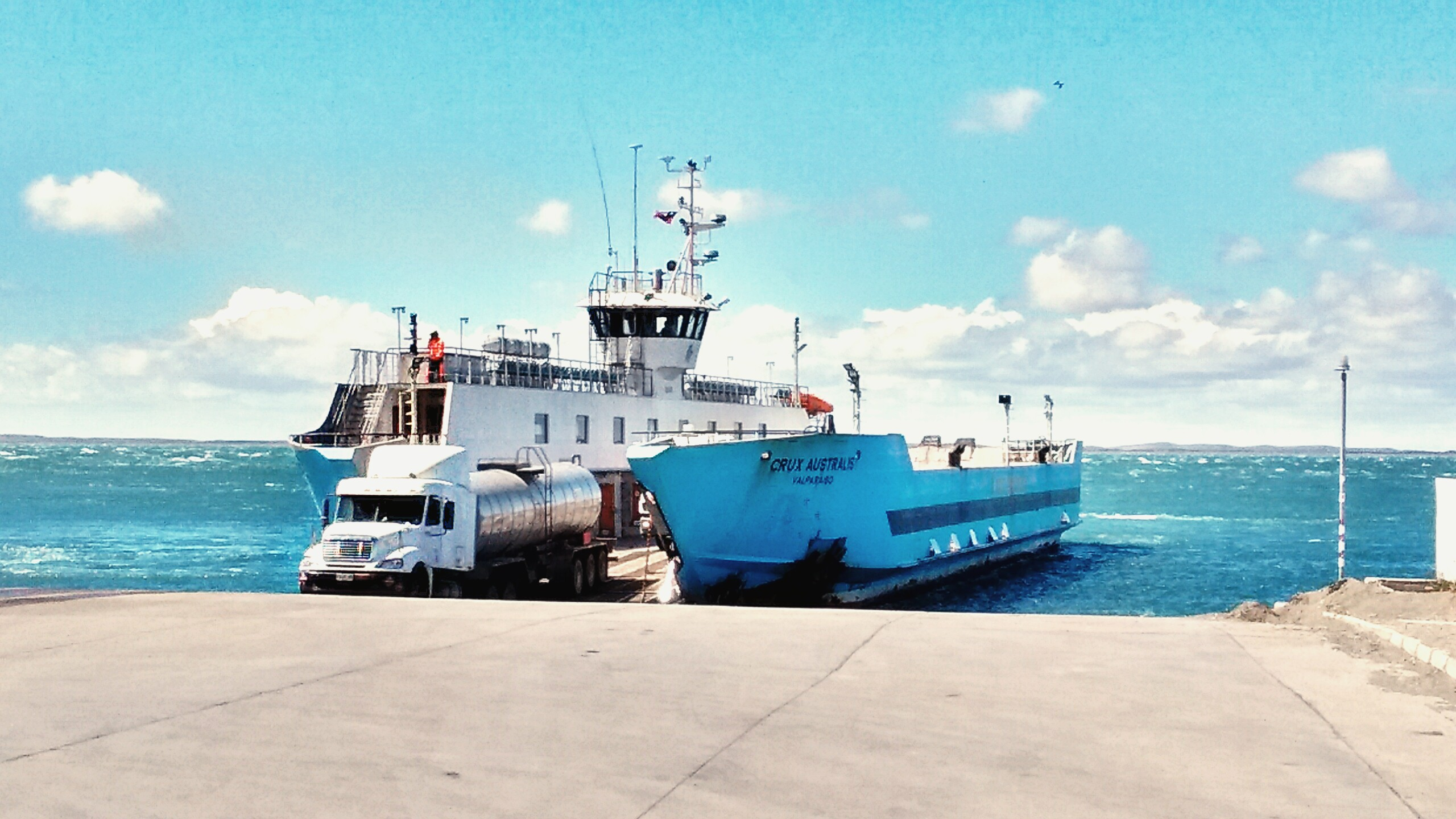